# Famille Török
Pour les articles homonymes, voir Török.
 (décembre 2024).
 (décembre 2024).
La mise en forme du texte ne suit pas les recommandations de Wikipédia : il faut le « wikifier ».
Les points d'amélioration suivants sont les cas les plus fréquents :
- Les titres sont pré-formatés par le logiciel. Ils ne sont ni en capitales, ni en gras.
- Le texte ne doit pas être écrit en capitales (les noms de famille non plus), ni en gras, ni en italique, ni en « petit »…
- Le gras n'est utilisé que pour surligner le titre de l'article dans l'introduction, une seule fois.
- L'italique est rarement utilisé : mots en langue étrangère, titres d'œuvres, noms de bateaux, etc.
- Les citations ne sont pas en italique mais en corps de texte normal. Elles sont entourées par des guillemets français : « et ».
- Les listes à puces sont à éviter, des paragraphes rédigés étant largement préférés. Les tableaux sont à réserver à la présentation de données structurées (résultats, etc.).
- Les appels de note de bas de page (petits chiffres en exposant, introduits par l'outil «  Source ») sont à placer entre la fin de phrase et le point final[comme ça].
- Les liens internes (vers d'autres articles de Wikipédia) sont à choisir avec parcimonie. Créez des liens vers des articles approfondissant le sujet. Les termes génériques sans rapport avec le sujet sont à éviter, ainsi que les répétitions de liens vers un même terme.
- Les liens externes sont à placer uniquement dans une section « Liens externes », à la fin de l'article. Ces liens sont à choisir avec parcimonie suivant les règles définies. Si un lien sert de source à l'article, son insertion dans le texte est à faire par les notes de bas de page.
- La présentation des références doit suivre les conventions bibliographiques. Il est recommandé d'utiliser les modèles {{Ouvrage}}, {{Chapitre}}, {{Article}}, {{Lien web}} et/ou {{Bibliographie}}. Le mode d'édition visuel peut mettre en forme automatiquement les références.
- Insérer une infobox (cadre d'informations à droite) n'est pas obligatoire pour parachever la mise en page.

Pour une aide détaillée, merci de consulter Aide:Wikification.
Si vous pensez que ces points ont été résolus, vous pouvez retirer ce bandeau et améliorer la mise en forme d'un autre article.
Török de Enying (enyingi Török en hongrois) est le patronyme d'une ancienne famille de la noblesse hongroise.

## Origines
Cette famille Török remonte à György Török de keményfalva, père du suivant Ambrus. György Török est főispán de Sopron sous Mátyás, reçoit plus tard le domaine de Szigetvár comme cadeau royal et est ban de Szörény en 1474. Le 26 novembre 1481, il obtient des armoiries familiales du roi Matthias  avec ses enfants et ses parents Török de Bakonok.

## Personnalités
- Ambrus Török (hu) (fl. 1445–1491), főispán de Sopron et trésorier du royaume de Bosnie.
  - Imre Török (hu) (fl. 1464–1521), ispán de Valkó (1484–1485), várnagy de Gyula, ban de Belgrade (1507–1520), baron (1507). Fils du précédent.
    - baron Bálint Török (1502-1550), dernier ban de Belgrade (1520), général et plus important propriétaire foncier du royaume de Hongrie. Fils du précédent.
      - baron János Török (hu) (1529–1562), főispán perpétuel de Hunyad, gouverneur de la région de Vrána, grand propriétaire foncier. Fils du précédent.
      - baron Ferenc Török (hu) (1530-1571), várnagy de  Pápa, capitaine en chef de Transdanubie. Frère du précédent.
        - baron István Török (hu) (1564-1618), gouverneur (főkapitány) de Pápa, grand propriétaire foncier. Fils du précédent et dernier membre de la famille en ligne masculine.

- baronne Katalin Török (hu) (1580-1617), propriétaire foncier la plus riche de Transylvanie. Après l'assassinat du prince Gabriel Ier Báthory, son neveu et d'aucun disent son amant, et l'arrivée au pouvoir de Gabriel Bethlen, la diète de Transylvanie (en) l'exile pour sorcellerie et crime d'adultère avec le prince assassiné. Elle se remaria par la suite une 4e fois.

## Sources
- Iván Nagy. Magyarország családai
- Török-család, ennyingi. In A Pallas nagy lexikona
- Bálint Kis. Az enyingi Török család In Turul, 1893, Budapest